# Martenne Bettendorf
Martenne Julia Bettendorf (* 1. April 1994 in Portland) ist eine US-amerikanische Volleyballspielerin.

## Karriere
Bettendorf begann an der Central Catholic High School in Portland mit Volleyball. Während ihres Studiums an der University of Oregon spielte sie für die Universitätsmannschaft Oregon Ducks. 2014 wurde sie als All American Spielerin nominiert. Im Anschluss schaffte Bettendorf den Sprung zur Profivolleyballerin und erhielt einen Vertrag bei Azerrail Baku in Aserbaidschan. Mit Baku belegte sie in der nationalen Meisterschaft den zweiten Platz. International trat der Verein 2016/17 in der Champions League an, verpasste als schlechtester Gruppenzweiter allerdings den Einzug in die Play-offs. Zur Saison 2017/18 wechselte sie als Nachfolgerin ihrer Landsfrau Ariel Gebhardt zum deutschen Meister SSC Palmberg Schwerin. In ihrer ersten Saison in Deutschland gewann sie mit den Schwerinerinnen den VBL-Supercup und die Meisterschaft. Für die Saison 2018/19 wechselte sie in die Schweiz zu Viteos Neuchâtel Université (NUC Volleyball).